# Paratractidigestivibacter
Paratractidigestivibacter es un género de bacterias grampositivas de la familia Atopobiaceae. Actualmente contiene una sola especie descrita: Paratractidigestivibacter faecalis. Fue descrito en el año 2021. Su etimología hace referencia a parecido a Tractidigestivibacter. El nombre de la especie hace referencia a heces. Anteriormente conocida como Olsenella faecalis, que fue descrita en 2019. Es anaerobia estricta e inmóvil. Tiene un tamaño de 0,2-0,3 μm de ancho por 0,5-2 μm de largo. Forma colonias blancas, convexas e irregulares. Temperatura de crecimiento entre 30-40 °C, óptima de 37 °C. Catalasa y oxidasa negativas. Tiene un contenido de G+C de 65,5%. Se ha aislado de heces humanas. 